# ABCinema (dokumentarfilm)
 For alternative betydninger, se ABCinema. (Se også artikler, som begynder med ABCinema)
ABCinema er en dansk dokumentarfilm fra 2009 instrueret af Anders Benmouyal, Jacob Dammas, Kristian Danholm, Martin Lennon Larsen, Jakob Møller Larsen og Jesper Jensen.

## Handling
Kan man forny filmsproget? - en film om ABCinema-gruppen. Interviews med Jørgen Leth, Ole John, Per Kirkeby og Bjørn Nørgaard samt klip fra 'Dyrehavefilmen', 'Rødovrefilmen', 'Jens Otto Krag' og 'Frændeløs'. Filmen er lavet af en gruppe RUC-studerende i 2000 og bearbejdet på Filmværkstedet i 2009 til dvd-udgivelsen af Jørgen Leths eksperimentalfilm (DFI, 2009).

## Medvirkende
- Jørgen Leth